# Expresoma
El Expresoma hace referencia al conjunto de genes expresados por una célula, tejido, órgano y organismo.
El concepto de expresoma es algo más amplio que el de transcriptoma, que hace referencia al conjunto de tránscriptos de un organismo. El expresoma además de tránscriptos, incluye también a proteínas y ligandos.